# Moto Táxi
Moto Táxi é um álbum da banda Mastruz com Leite, lançado em 1996. O disco foi bem aceito pelo público e a vendagem do álbum superou as 250 mil cópias. Com o lançamento, o Mastruz ganhou duas premiações: um disco de ouro e um de platina. Neste trabalho destacam-se os sucessos Aula de Geografia, Na Ponta do Pé, Meu Estrangeiro, Moto Taxi - grande sucesso entre o público de São Paulo -, DDD (gravada em parceria com Luís Fidélis) e Crioula.

## Faixas
1. Na Ponta Do Pé
2. Meu Estrangeiro
3. As Moças Do Calendário
4. Vem, Menino Lindo
5. Cerveja Quente
6. Decepção
7. D.D.D.
8. Ó Peste
9. Crioula (instrumental)
10. Aula De Geografia
11. Voltinha Danada
12. Os Direitos São Iguais
13. Brasileiro Arrochado
14. Greve De Amor
15. Cantiga Da Ausência
16. Moto Táxi